# Neureclipsis bimaculata
Neureclipsis bimaculata – chruścik (Insecta: Trichoptera) z rodziny Polycentropodidae. Larwy budują sieci łowne, połączone z mieszkalną norką (schronieniem). Są drapieżne, zjadają drobne zwierzęta wodne, które wpadną w sieć. Larwy najliczniej występują w rzekach nizinnych, w odcinkach poniżej wypływu z jezior. Wraz z wodami jeziornymi do rzeki przedostaje się unoszony z wodą plankton (fitoplankton, zooplankton). Sieci łowne larw umieszczone są na roślinności wodnej, na dnie lub gałęziach. Workowata sieć jest zakrzywiona w kształcie litery 'U', szerszą, wlotową częścią skierowana pod prąd wody. Dorosłe owady spotkać można w pobliżu rzek.
Występuje w całej Europie, gatunek holarktyczny, larwy występują we wszystkich typach wód (Botosaneanu i Malicky 1978, Klima et al. 1994), preferują hyporhitral, potamal i wypływy jezior (Robert i Wichard 1994). Limneksen w jeziorach Polski może sporadycznie pojawiać się w pobliżu ujść rzek.
Jedną larwę złowiono w Jeziorze Żarnowieckim (Pojezierze Pomorskie) w pobliżu ujścia rzeki. W Śniardwach kilkanaście larw złowiono na dnie piaszczystym wśród trzcin, larwy spotykane także w innych dużych jeziorach Pojezierza Mazurskiego, głównie w elodeidach, trochę nimfeidach i na dnie niezarośniętym. Imagines poławiane nad jez. Kośno i Żarnowieckim. W Wielkopolsce larwy spotykane w przepływach między jeziorami (Jaskowska 1961).
W Finlandii występuje bardzo licznie w szybko płynących rzekach, rzeczkach, potokach, czasami w jeziorach i zalewach morskich. W norweskim eutroficznym jeziorze Borrevann larwy licznie poławiane, lecz tylko w najpłytszym litoralu na dnie kamienistym wystawionym na falowanie. W Estonii spotykano larwy na dnie kamienistym w jeziorze Vorstjarvi. Na Łotwie imagines spotykane nad jeziorami, lecz gatunek uważany jest za reofilny, niektóre dane sugerują występowanie larw w jeziorach Karelii. Na Litwie imagines złowiono nad dużym jeziorem mezotroficznym. Gatunek podawany z jezior Niemiec. Nad Balatonem imagines spotykane rzadko.